# Shigeru Inoda
| Entdeckte Asteroiden: 17 | Entdeckte Asteroiden: 17 |
| ------------------------ | ------------------------ |
| (3394) Banno             | 16. Februar 1986         |
| (3902) Yoritomo          | 14. Januar 1986          |
| (3950) Yoshida           | 8. Februar 1986          |
| (5242) Kenreimonin       | 18. Januar 1991          |
| (5851) Inagawa           | 23. Februar 1991         |
| (6197) Taracho           | 10. Januar 1992          |
| (6211) Tsubame           | 19. Februar 1991         |
| (6233) Kimura            | 8. Februar 1986          |
| (6270) 1991 BD           | 18. Januar 1991          |
| (6324) 1991 DN1          | 23. Februar 1991         |
| (6725) Engyoji           | 21. Februar 1991         |
| (6786) Doudantsutsuji    | 21. Februar 1991         |
| (7764) 1991 AB           | 7. Januar 1991           |
| (7874) 1991 BE           | 18. Januar 1991          |
| (9178) Momoyo            | 23. Februar 1991         |
| (15738) 1991 DP          | 21. Februar 1991         |
| (43795) 1991 AK1         | 15. Januar 1991          |

Shigeru Inoda (jap. 伊野田繁, Inoda Shigeru; * 1955; † 2008) war ein japanischer Ophthalmologe und Amateurastronom.
Er hat insgesamt 17 Asteroiden entdeckt, alle mit Ausnahme von (3394) Banno zusammen mit Takeshi Urata.
Der Asteroid (5484) Inoda wurde nach ihm benannt.